# Fördolde Gud och ursprungskälla
Fördolde Gud och ursprungskälla (även Fördolde Gud, du ursprungskälla) är en sång av Anders Carl Rutström från 1759. 
Liksom fallet är med samme författares sång Vem är en sådan Gud som vår är det en herrnhutisk text om skapelsen och Guds försyn, trots att rörelsens kännetecken var en stark koncentration på Jesus och försoningen.
Sången har 7 åttaradiga strofer, alla utom den sjätte riktade till den himmelske Fadern. Ibland lyser en viss humor och självironi fram: "Men händer det, att allt går till / såväl och vackert som mig lyster, / då är jag nöjd och väl förtröstar / på dig så mycket som jag vill." 
Sista strofen utgörs av en sammanfattande lovprisning.

## Publicerad som
- Nummer 24 i Lova Herren 1988 under rubriken Gud Fader och Skapelsen.